# Холхолицька сільська рада
Холхолицька сільська рада (біл. Хаўхоліцкі сельсавет) — колишня адміністративно-територіальна одиниця в складі Борисовського району розташована в Мінській області Білорусі. Адміністративним центром було село — Холхолиця.
Холхолицька сільська рада була розташована на межі центральної Білорусі, на північному сході Мінської області орієнтовне розташування — супутникові знімки, північніше районного центру Борисов.
Рішенням Мінської обласної ради депутатів від 30 жовтня 2009 року, щодо змін адміністративно-територіального устрою Мінської області, сільську раду було ліквідовано.
До складу сільради входили 11 населених пунктів:
- Верховина • Дубовий Лог • Єльниця • Загір'я • Крацевичі • Мстеннє • Нежиці • Острів • Рогатка • Холхолиця • Яблочино.